# Xã Walters, Quận Stutsman, Bắc Dakota
Xã Walters (tiếng Anh: Walters Township) là một xã thuộc quận Stutsman, tiểu bang Bắc Dakota, Hoa Kỳ. Năm 2010, dân số của xã này là 44 người.